# Otto van Everstein
Otto van Everstein (waarschijnlijk 1199 - 1270) was een vooraanstaand geestelijke in het Rijnland, die proost was van een aantal belangrijke kapittelkerken.

## Levensloop
Otto was een telg uit het adellijke geslacht van de graven van Everstein (nabij Holzminden aan de Wezer; niet te verwarren met de graven van Eberstein). Hij was de oudste zoon van graaf Albrecht III en Agnes van Wittelsbach (dochter van Otto van Wittelsbach). Mogelijk was hij verwant aan de heren van Valkenburg.

### Proost in Maastricht en Aken
In  1218 werd hij proost van twee belangrijke kapittels, die beide als eigengoed van de Duitse keizers golden: het kapittel van Sint-Servaas in Maastricht en het Mariamunster in Aken. In 1231 kwam daar het proostschap van het Sint-Vituskapittel in Emmerik bij. Als proost bleek hij over goede contacten te beschikken, zowel met de Duitse koningen (hij was verwant met het regerende huis Hohenstaufen) als met de Keulse bisschoppen (hij was waarschijnlijk een oom van bisschop Engelbert II van Valkenburg. In september 1223 was Otto aanwezig op de rijksdag in Nordhausen.
Als proost van Sint-Servaas was hij tevens heer van de Elf banken van Sint-Servaas, Tweebergen en Mechelen-aan-de-Maas. In Maastricht schonk hij in 1218 het patronaatsrecht over de Sint-Janskerk, dat hem als proost toebehoorde, aan het kapittel. Van Hendrik VII verkreeg hij voor het Maastrichtse kapittel tolvrijheid in het hele Duitse Rijk. Rond 1225 kwam een al jaren slepend conclict tussen de deken van het kapittel, Hendrik van Avranches, en de andere kanunniken tot uitbarsting. Hendrik keerde het kapittel de rug toe en keerde pas rond 1236 terug. Wellicht was dit mede-oorzaak van het besluit van Otto om in 1232 een boedelscheiding door te voeren tussen de deken en het kapittel enerzijds, en de proosdij anderzijds. Als proost behield hij twee van de elf banken van Sint-Servaas voor zichzelf; de rest behoorde vanaf dat moment aan het kapittel. In 1237 was Otto van Everstein een van de grondleggers van de commanderij van Bernissem van de Duitse Orde, samen met Dirk I van Valkenburg en diens broer Engelbert van Valkenburg, toen nog kanunnik van Sint-Servaas, later aartsbisschop van Keulen. In 1244 trof hij een schikking met de inwoners van Zepperen over het gebruik van de gemene gronden daar. In 1265 verpachtte hij aan de Jeker gelegen landerijen, lokaal bekendstaand als 'commenne'.
In Aken verbeterde Otto de financiële positie van de kapittelschool met behulp van de inkomsten van de kerk van Düren. Ook bepaalde hij dat het ambt van scholaster (hoofd van de kapittelschool) voortaan alleen nog door te Aken residerende kanunniken mocht worden uitgeoefend.

### Geen bisschop van Luik
Op 25 juni 1238 werd Otto door het kapittel van de Sint-Lambertuskathedraal in Luik (waar hij ook kanunnik was) gekozen tot bisschop van Luik, als opvolger van Johan van Rummen, een keuze die door koning Koenraad IV werd bevestigd. Zijn tegenstanders vochten de keuze echter aan bij paus Gregorius IX en droegen Willem van Savoye voor. Op 29 mei 1239 bevestigde de paus Willem als bisschop van Luik, maar deze werd nog in hetzelfde jaar vergiftigd in Viterbo. Otto van Everstein werd vervolgens door Gregorius IX geëxcommuniceerd.
Otto, die de benoeming van Willem van Savoye en zijn excommunicatie had genegeerd, regeerde tot eind 1240 als bisschop in Luik, maar week uit toen Robert van Thorote op 26 december 1240 in Luik werd geïnstalleerd. Intussen was er in Aken al een nieuwe proost aangesteld, Hendrik Munch van Bilversheim. Pas in 1246 slaagde Otto er in de Akense proosdij weer te bemachtigen.

### Laatste jaren
Na 1261 wordt Otto van Everstein niet langer genoemd als proost in Maastricht en na 1265 ook niet meer in Aken. In 1263 schijnt hij wel nog proost van het Sint-Andreaskapittel in Keulen te zijn en in 1266 - hij liep toen tegen de 70 - werd hij proost van het domkapittel van Xanten.
Zijn sterfdatum werd zowel in Aken als in Maastricht genoteerd op 27 oktober. Omdat in Xanten in 1271 een nieuwe proost wordt genoemd, mag aangenomen worden dat Otto in 1270 is overleden. Zowel in Aken als in Maastricht werd hij opgevolgd door een telg uit het huis Gulik: in Aken was dat Walram, in Maastricht Otto van Gulik.